# Лукейнія (гора)
Лукейнія (англ. Mount Lucania) — гора в Північній Америці, висотою — понад 5240 метрів. Розташована на території, Юкону у Канаді.

## Географія
Вершина розташована у горах Святого Іллі, що в північній частині Північноамериканських Кордильєр, на південному заході території Юкон (Канада), за 29 км на схід від кордону зі штатом Аляска (США), за 50 км на північ від найвищої гори Канади Лоґан (5959 м), за 295 км на захід ві столиці Юкону  — Вайтгорс. Лукейнія являє собою гірський масив у вигляді витягнутого хребта, що простягся з південного заходу на північний схід і включає кілька піків висотою до 4800-5000 м і більше. Найбільші піки: Атлантик Пік (4879 м), Лукейнія (Головний Пік, 5240 м), Лукейнія NE2 (Центральний Пік, 5040+ м), Лукейнія NE4 (Північний Пік, 4957 м). На північному сході масив з'єднаний високою сідловиною з горою Стіл (5073 м), яка є п'ятою за висотою, вершиною Канади.
Абсолютна висота вершини понад 5240 метрів над рівнем моря (7-ма за висотою гора Північної Америки та 3-тя — у Канаді), за іншими даними її висота становить 5226 м. Відносна висота — 3040 м, за іншими даними 3046 м. За цим показником вона займає 15-те місце у Північній Америці та 86-те у світі. Топографічна ізоляція вершини відносно найближчої вищої гори Капер Пік (5250 м), одного з північно-західних піків масиву Лоґан, становить 43 км.

## Історія підкорення
Першими європейцями, які побачили вершину гори Лукейнія, були учасниками експедиції під керівництвом знаменитого дослідника принца Луїджі Амедео, 31 липня 1897 року (за старим стилем). Вони спостерігали її з вершини гори Святого Іллі (5489 м), за 85 км на південь — південний захід. Принц назвав гору на честь судна на якому експедиція добиралася з Ліверпуля до Нью-Йорка — RMS Lucania, яке в свою чергу одержало назву від древньої держави Луканія (пізніше історичної південної області Італії).
Вершина вперше була офіційно підкорена у 1937 році американськими альпіністами Бредфордом Вешбурном та Робертом Бейтсом. Вони використали літак, щоб дістатися до льодовика Волша, (2670 м) над рівнем моря; використання авіаційної підтримки для альпінізму було новим в той час.
Друге сходження на вершину відбулося у 1967 році, групою альпіністів у складі Джері Гальперна, Майка Гамфріса, Гарі Лукіса та Джеррі Роча.